# Murfreesboro (Carolina do Norte)
Murfreesboro é uma cidade localizada no estado norte-americano de Carolina do Norte, no Condado de Hertford.

## Demografia
Segundo o censo norte-americano de 2000, a sua população era de 2045 habitantes.
Em 2006, foi estimada uma população de 2295, um aumento de 250 (12.2%).

## Geografia
De acordo com o United States Census Bureau tem uma área de
5,7 km², dos quais 5,6 km² cobertos por terra e 0,1 km² cobertos por água. Murfreesboro localiza-se a aproximadamente 28 m acima do nível do mar.

## Localidades na vizinhança
O diagrama seguinte representa as localidades num raio de 16 km ao redor de Murfreesboro.